# Guga (football, 1977)
Pour les articles homonymes, voir Guga.
José Augusto Santana dos Santos, dit Guga, est un footballeur brésilien né le 14 mars 1977 à Rosário do Catete. Il évolue au poste d'attaquant.
Il a joué un total de 151 matchs en 1re division portugaise, inscrivant 28 buts dans ce championnat.

## Carrière
- 1998 : Internacional  Brésil
- 1998-2000 : Gil Vicente FC  Portugal
- 2000-2001 : CF Belenenses  Portugal
- 2001-2004 : Vitoria Guimarães  Portugal
- 2004-2005 : Boavista  Portugal
- 2005-2007 : AEL Larissa  Grèce
- 2007-2010 : SC Olhanense  Portugal[1],[2]